# Třída Pluviôse
Třída Pluviôse byla třída ponorek francouzského námořnictva. Celkem bylo postaveno osmnáct jednotek této třídy. Ve službě byly v letech 1908–1919. Dvě se potopily ještě před první světovou válkou, přičemž jedna byla vyzvednuta. Za první světové války byly čtyři potopeny.

## Stavba
Celkem bylo postaveno osmnáct jednotek této třídy. Objednány byly v programu pro rok 1905. Navrhl je Maxime Laubeuf. Jména dostaly po vědcích a měsících z období francouzské revoluce. Jejich nevýhodou byla dlouhá doba ponoru kvůli parnímu pohonu. Stavbu zajistily loděnice Arsenal de Cherbourg v Cherbourgu, Arsenal de Rochefort v Rochefortu a Arsenal de Toulon v Toulonu. Stavba byla zahájena roku 1906. Do služby byly přijaty v letech 1908–1911.
Jednotky třídy Pluviôse:
| Jméno             | Loděnice             | Založení kýlu | Spuštěn            | Vstup do služby | Osud |
| ----------------- | -------------------- | ------------- | ------------------ | --------------- | --- |
| Pluviôse (Q51)    | Arsenal de Cherbourg | 1906          | 30. října 1909     | 1908            | Dne 26. května 1910 se při vynořování poblíž Calais srazila s civilním plavidlem Pas-de-Calais a potopila s celou posádkou. Byla vyzvednuta a opravena. Vyškrtnuta 1919. |
| Ventôse (Q52)     | Arsenal de Cherbourg | 1906          | 15. září 1907      | 1908            | Vyškrtnuta 1919. |
| Germinal (Q53)    | Arsenal de Cherbourg | 1906          | 7. prosince 1907   | 1908            | Vyškrtnuta 1919. |
| Floréal (Q54)     | Arsenal de Cherbourg | 1906          | 18. dubna 1908     | 1909            | Dne 2. srpna 1918 se potopila poblíž Mudrosu po kolizi s britským plavidlem HMS Hazel.                                                                                   |
| Priarial (Q55)    | Arsenal de Cherbourg | 1906          | 26. září 1908      | 1909            | Dne 29. dubna 1918 potopena kolizí s britským plavidlem SS Tropic. |
| Messidor (Q56)    | Arsenal de Cherbourg | 1906          | 24. prosince 1908  | 1909            | Vyškrtnuta 1919. |
| Thermidor (Q57)   | Arsenal de Cherbourg | 1906          | 3. července 1909   | 1910            | Vyškrtnuta 1919. |
| Fructidor (Q58)   | Arsenal de Cherbourg | 1906          | 13. listopadu 1909 | 1910            | Vyškrtnuta 1919. |
| Vendémiaire (Q59) | Arsenal de Cherbourg | 1906          | 7. července 1907   | 1908            | Dne 8. června 1912 se potopila po kolizi s bitevní lodí Saint Louis. |
| Papin (Q64)       | Arsenal de Rochefort | 1906          | 4. ledna 1908      | 1909            | Vyškrtnuta 1919. |
| Fresnel (Q65)     | Arsenal de Rochefort | 1906          | 16. června 1908    | 1909            | Dne 5. prosince 1915 poblíž Drače potopena rakousko-uherskými torpédoborci.                                                                                              |
| Berthelot (Q66)   | Arsenal de Rochefort | 1906          | 19. května 1909    | 1910            | Vyškrtnuta 1919. |
| Monge (Q67)       | Arsenal de Toulon    | 1906          | 31. prosince 1908  | 1909            | Dne 29. prosince 1915 v Jaderském moři potopena rakousko-uherským lehkým křižníkem SMS Heldoland.                                                                        |
| Ampère (Q68)      | Arsenal de Toulon    | 1906          | 30. října 1909     | 1910            | Vyškrtnuta 1919. |
| Gay-Lussac (Q69)  | Arsenal de Toulon    | 1906          | 17. března 1910    | 1911            | Vyškrtnuta 1919. |
| Watt (Q75)        | Arsenal de Rochefort | 1906          | 18. června 1909    | 1910            | Vyškrtnuta 1919. |
| Cugnot (Q76)      | Arsenal de Rochefort | 1906          | 14. října 1909     | 1910            | Vyškrtnuta 1919. |
| Giffard (Q77)     | Arsenal de Rochefort | 1906          | 10. února 1910     | 1910            | Vyškrtnuta 1919. |

## Konstrukce

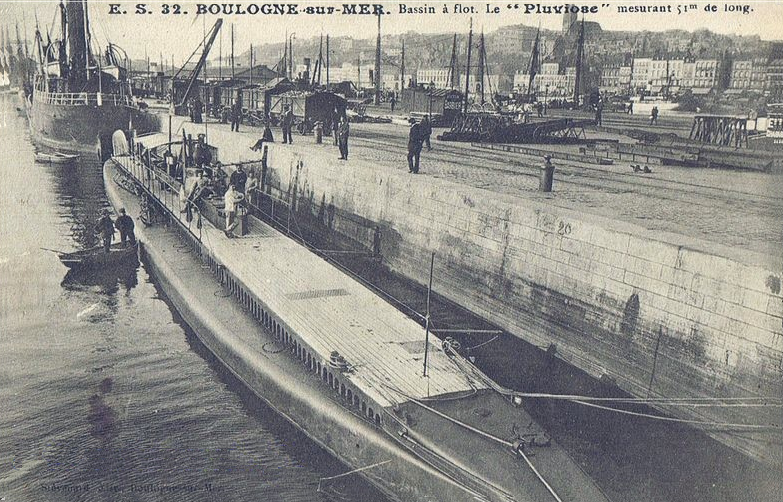
Pluviôse (Q51)

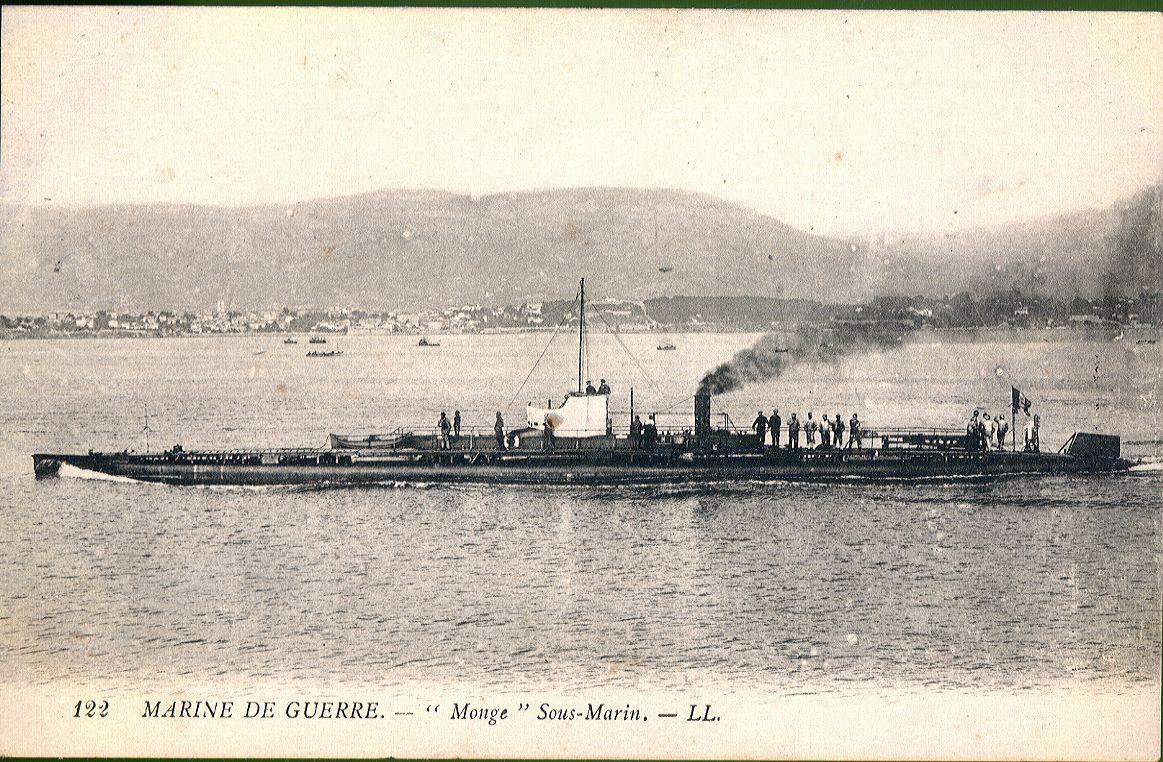
Monge (Q67)

Ponorky měl dvouplášťový trup. Nesly jeden příďový 450mm torpédomet se zásobou dvou torpéd. Dalších šest torpéd bylo umístěno externě, z toho dvě ve vypouštěcím systému Drzewiecki a po dvou na otočných lafetách na přídi a na zádi. Pohonný systém tvořily dva kotle Du Temple a dva parní stroje o výkonu 700 hp pro plavbu na hladině a dva elektromotory o výkonu 450 hp pro plavbu pod hladinou. Lodní šrouby byly dva. Nejvyšší rychlost dosahovala dvanáct uzlů na hladině a osm uzlů pod hladinou. Dosah byl 1500 námořních mil při rychlosti devět uzlů na hladině a padesát námořních mil při rychlosti pět uzlů pod hladinou.

### Modifikace
Do roku 1914 byl z většiny ponorek odstraněn příďový 450mm torpédomet. Torpédomet byl ponechán na ponorkách Floréal, Germinal, Monge a Ventôse.